# Beşparmak Dağı
Les Beşparmak Dağı (littéralement « monts des Cinq Doigts »), appelés dans l'Antiquité mont Latmos (en grec ancien Λάτμος, en latin Latmus) ou Latros, sont une chaîne montagneuse qui s'étend dans le Sud-Ouest de l'actuelle Turquie, essentiellement dans la province de Muğla et dans celle d'Aydın pour le piémont septentrional. Elles s'étendent dans la direction est-ouest le long de la côte nord de ce qui formait dans l'Antiquité le golfe de Latmos.

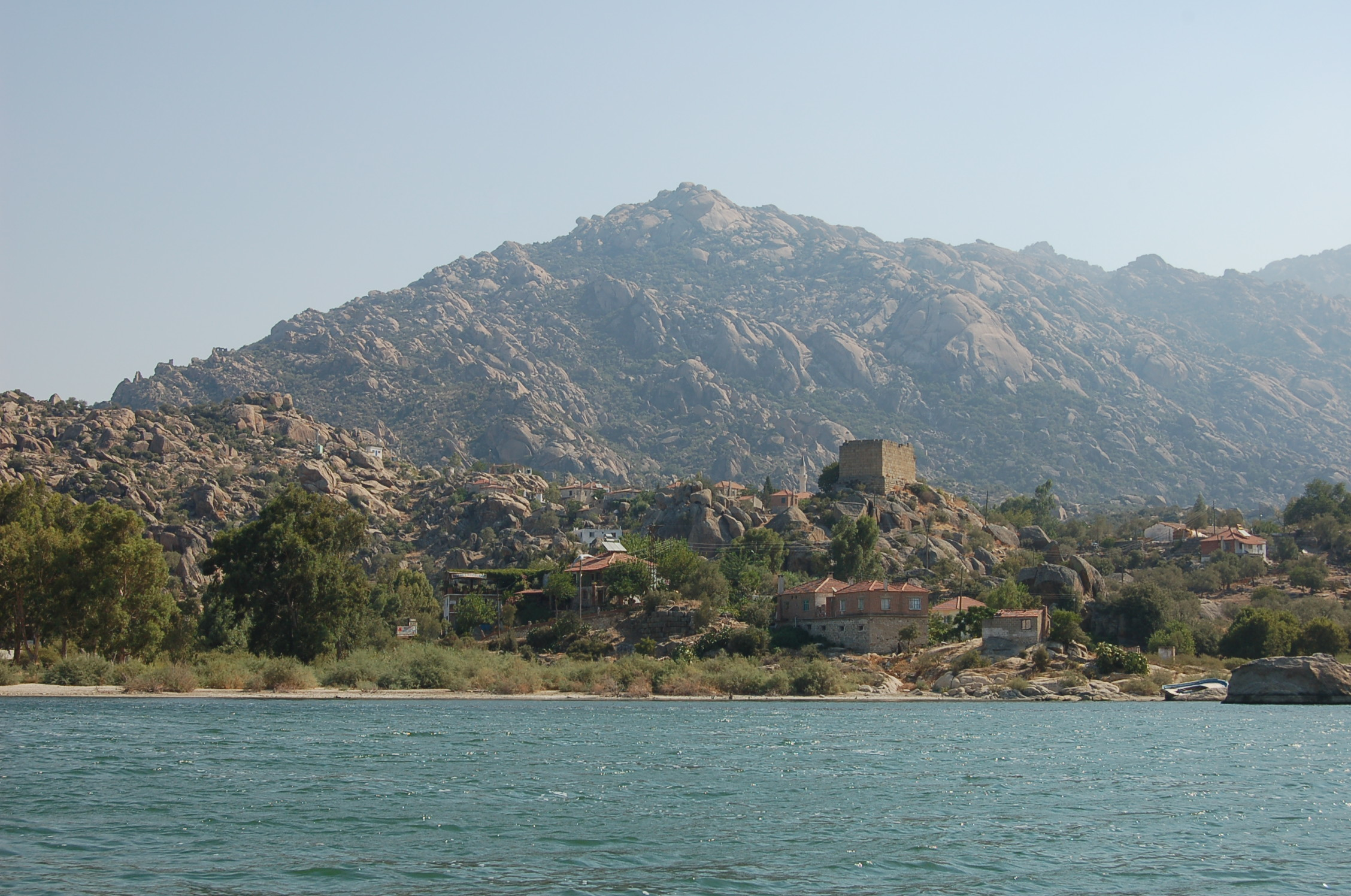
Le village de Kapıkırı, dominé par les Beşparmak Dağı, parmi les ruines d'Héraclée du Latmos.

## Antiquité
Dans l'Antiquité, la montagne est appelée le mont Latmos. La ville antique d'Héraclée du Latmos en tire son nom. Le géographe grec Strabon identifie le mont Latmos au mont Phthires mentionné dans le catalogue des vaisseaux de l’Iliade.
Dans la mythologie grecque, le mont Latmos est l'endroit où Zeus endort pour l'éternité le jeune et beau berger Endymion après que Séléné, déesse de la Lune, en est tombée amoureuse et a demandé au dieu des dieux d'accorder l'immortalité au berger.